# Soy piedra
Soy Piedra es un disco del grupo mexicano Belafonte Sensacional, lanzado el 15 de marzo de 2019.

## Contenido

### Lírico
Israel Ramírez buscó una metáfora que implicara "cambio y transformación" la cual encontró en la novela de Paul Auster, Ciudad de cristal:

Leí en Ciudad de cristal [de Paul Auster] que un personaje le dice a otro que el lenguaje siempre se está transformando, como las piedras, y me hizo clic. Incluso las piedras se pulverizan, nada permanece. Y yo soy piedra porque me gusta pensar que soy otro Israel todo el tiempo.
Israel Ramírez entrevistado por Marcos Hassan.

Las letras de la canción Epic Aris se basaron en la novela Pasto verde de Parménides García Saldaña.

## Recepción

### Crítica
- Vice: "Soy piedra se perfila como el disco más redondo y balanceado de la banda, sin duda, y probablemente será un hito en México porque las canciones son así de buenas.".[1]
- Noradio.fm: "Tendríamos que pensar la producción capitular de Hugo Quezada, la cúspide de talento en cada uno de los miembros de la banda, el compendio letrístico más brillante del Rock Mexicano contemporáneo, la intención de entregar una obra completa y desarrollarla hasta sus últimas consecuencias."[3]
- Crash.mx: "Este álbum es una gruta en la cabeza, una gruta perdurable, una obra musical que quedará para la posteridad, como una ruina, un castillo, los restos de una casa en donde ya no se escuchan palabras, sino notas, riffs, rasgueos de guitarra, piedras que algún día lo fueron todo, pero que se han derruido parcialmente, en un acto deliberado de autodestrucción, para que cesen los murmullos y fluya la melodía desde sus restos, para que brote la música real, para que prospere la roca, para que germine el rock."[5]

## Lista de canciones
| Lista de canciones |                                    |                                        |          |  |
| N.º                | Título                             | Escritor(es)                           | Duración |  |
| 1.                 | «Segundo Acto de Destreza Juvenil» | Israel Ramírez / Belafonte Sensacional | 4:16     |  |
| 2.                 | «La noche total»                   | Israel Ramírez / Belafonte Sensacional | 3:04     |  |
| 3.                 | «Las distancias»                   | Israel Ramírez / Belafonte Sensacional | 3:15     |  |
| 4.                 | «No llores Cumbias»                | Israel Ramírez / Belafonte Sensacional | 3:02     |  |
| 5.                 | «Marris»                           | Israel Ramírez / Belafonte Sensacional | 2:41     |  |
| 6.                 | «Sácate a la carretera»            | Israel Ramírez / Belafonte Sensacional | 4:43     |  |
| 7.                 | «T Oh The Oh»                      | Israel Ramírez / Belafonte Sensacional | 0:19     |  |
| 8.                 | «Epic Aris»                        | Israel Ramírez / Belafonte Sensacional | 3:42     |  |
| 9.                 | «Resistol»                         | Israel Ramírez / Belafonte Sensacional | 2:00     |  |
| 10.                | «Oh shit oh fuck»                  | Israel Ramírez / Belafonte Sensacional | 2:54     |  |
| 11.                | «K en el abismo»                   | Israel Ramírez / Belafonte Sensacional | 2:39     |  |

## Créditos y personal
- Israel Ramírez - voz
- Julio Cárdenas - guitarra eléctrica
- Israel Pompa Alcalá - bajo
- Cristóbal Martínez - bajo
- ElAle Guerrero - armónica y coros
- Enrique A. Álvarez Sánchez (Gober) - coros
- Emmanuel García (Choby) - trompeta

### Músicos invitados
- Paulina Lasa - piano
- Camile Mandoki - voz
- Mabe Fratti - chelo
- Enrique Martínez - percusiones

### Personal
- Óscar Coyoli: artes del disco
- Grabación y producción: Hugo Quezada en Estudios Progreso Nacional